# Bull Durham
Bull Durham este un film american din 1988, având ca teme dragostea și baseball-ul. El se inspirtă din experiența de jucător în liga secundă de baseball a scenaristului / regizorului Ron Shelton și descrie jucătorii și fanii echipei Durham Bulls, o echipă de baseball de ligă secundă din Durham, North Carolina.
În rolurile principale joacă Kevin Costner ca "Crash" Davis, un prinzător veteran adus pentru a avea grijă de tânărul aruncător Ebby Calvin "Nuke" LaLoosh (Tim Robbins) care se pregătește pentru a ajunge în Liga Majoră. Amatoarea de baseball Annie Savoy (Susan Sarandon) trăiește o poveste de dragoste cu Nuke, dar constată că este tot mai atrasă de Crash. De asemenea, în film joacă și Robert Wuhl și Trey Wilson, precum și popularul "clovn" de la meciurile de baseball Max Patkin.
Filmele despre baseball nu erau considerate o perspectivă comercială viabilă la acel timp și majoritatea studiourilor au refuzat să-l realizeze, cu excepția companiei Orion Pictures, care i-a dat lui Shelton un buget de 9 milioane de dolari, un program de opt săptămâni de filmare, precum și libertatea de creație. Chiar și așa, mulți membri ai distribuției au acceptat salarii mai mici decât de obicei din cauza entuziasmului lor față de scenariu. Costner a fost selectat ca urmare a abilităților atletice ale actorului. În timpul filmărilor, Costner a fost capabil să realizeze două home run-uri în timp ce camerele filmau.
Bull Durham a fost un succes comercial, aducând încasări de peste 50 de milioane de dolari în America de Nord, cu mult peste bugetul estimat, și a fost și un succes critic. Sports Illustrated l-a clasat pe locul 1 în lista celor mai bune filme despre sport ale tuturor timpurilor. The Moving Arts Film Journal l-a clasat pe locul 3 în lista celor mai mari 25 de filme despre sport ale tuturor timpurilor. În plus, filmul este pe locul 55 în topul "100 Funniest Movies" al postului TV Bravo. El a fost clasat pe locul 97 în topul "100 Years...100 Laughs" al American Film Institute  și pe locul 1 în lista sitului Rotten Tomatoes ale celor mai bine comentate 53 de filme despre sport ale tuturor timpurilor.
Bull Durham este evaluat R pentru blasfemie, sexualitate intensă și nuditate.

## Rezumat
"Crash" Davis, un jucător veteran care a jucat 12 ani în liga secundă de baseball, este trimis la echipa Durham Bulls cu un anumit scop: de a-l educa pe tânărul aruncător Ebby LaLoosh (Robbins, jucând un personaj vag inspirat de Steve Dalkowski), care are potențial de a ajunge să joace în liga majoră, și să controleze aruncăturile la întâmplare ale lui Ebby. Crash începe imediat să-l strige pe Ebby cu porecla degradantă "Meat" (cap sec) și ei încep o relație dificilă.
Între cei doi se află Annie (Sarandon), o căutătoare de lungă durată a spiritualității care a aderat la "Biserica Baseball-ului" și care alege, în fiecare an, un jucător de la Bulls ca să-i fie iubit și student. Annie flirtează cu Crash și Ebby, dar Crash abandonează, spunând că e prea mult pentru un veteran să "încerce" să lupte pentru nimic. Înainte de a renunța, Crash îi stârnește mai mult interes lui Annie cu un discurs memorabil, în care el enumeră lucrurile în care "crede".
În ciuda unor animozități între ei, Annie și Crash lucrează, în felul lor, pentru a-l modela pe Ebby ca un aruncător de ligă majoră. Annie joacă jocuri, îi citește poezie și-l determină să gândească într-un mod diferit (și îi dă porecla de "Nuke"). CRash îl forțează pe Nuke să învețe "să nu se gândească", lăsându-i prinzătorului să ceară aruncătorului cum să arunce mingea (memorabile sunt scenele în care prinzătorul îi spune celui de la bătaie cum va arunca Nuke după ce acesta din urmă refuză să atunce după cum i se solicitase), și-i predă lecții despre presiunea cu care va urma să se confrunte în Liga Majoră. Crash îi vorbește, de asemenea, despre plăcerea vieții din "The Show" (Liga Majoră de Baseball), pe care a trăit-o în "cele mai mari 21 de zile din viața mea" și la care el a încercat să revină de ani de zile.
Între timp, pe măsură ce Nuke se maturizează, relația dintre Annie și Crash crește în intensitate până când devine evident faptul că cei doi sunt mai apropiați, deși Annie și Nuke formează în prezent un cuplu.
După un început dur, Nuke devine un aruncător dominant pe la mijlocul sezonului. Până la sfârșitul filmului, Nuke este chemat să joace în Liga Majoră, iar Bulls, nemaiavând în prezent nicio nevoie de Crash, îl pune pe liber. Acest fapt determină o mânie a lui Crash, care este gelos și invidios pe Nuke, pe care-l acuză că nu recunoaște talentul cu care a fost binecuvântat. Nuke pleacă să joace în liga majoră, încheind relația sa cu Annie, iar Crash își depășește gelozia dându-i lui Nuke unele sfaturi finale.
Crash este pus pe liber de Bulls și se alătură unei alte echipe, Asheville Tourists, doborând recordul de home run-uri din liga secundă. Nuke apare pentru ultima dată în film atunci când este intervievat de presă ca un jucător mare de ligă majoră, recitând clișeurile pe care le învățase de la Crash mai devreme. Crash se retrage apoi din cariera de jucător și se întoarce la Durham, unde Annie îi spune că e gata să renunțe la relațiile sale anuale cu "băieți". Crash îi spune că el se gândește să devină antrenor la echipa de ligă secundă din Visalia. Ambele personaje își finalizează o etapă din viața lor și încep o alta; în ultima scenă, Annie și Crash dansează în camera ei.

## Distribuție
- Kevin Costner - "Crash" Davis
- Susan Sarandon - Annie Savoy
- Tim Robbins - Ebby Calvin "Nuke" LaLoosh
- Trey Wilson - Joe Riggins
- Robert Wuhl - Larry Hockett
- William O'Leary - Jimmy
- Jenny Robertson - Millie
- David Neidorf - Bobby
- Samuel Veraldi
- Stephen Ware

## Recepție

### Box office
Bull Durham a fost lansat la cinematografe la 15 iunie 1988 și a adus încasări de 5 milioane de dolari la 1.238 cinematografe în primul week-end. El a avut în final încasări totale de 50,8 milioane de dolari în America de Nord, cu mult peste bugetul estimat de 9 milioane de dolari.

### Răspuns critic
Filmul a fost bine-primit de critici. El are în prezent un rating de 98% pe Rotten Tomatoes. Metacritic a raportat un scor mediu de 73 din 100, bazat pe 16 opinii. Vincent Canby a lăudat modul activitatea regizorală a lui Shelton în recenzia lui pentru New York Times.  Roger Ebert a lăudat performanța lui Susan Sarandon în recenzia lui pentru Chicago Sun-Times: "Nu știu cine altcineva ar putea fi angajat pentru a o juca pe Annie Savoy, personajul lui Sarandon, care-și promite inima și trupul ei unui jucător pe sezon, dar mă îndoiesc că, dacă personajul ar fi fost reușit fără performanță minunată a lui Sarandon".  În recenzia sa pentru Sports Illustrated, Steve Wulf a scris: "Este un film bun și un film al naibii de bun despre baseball".

### Aprecieri ulterioare
Bull Durham a primit premiul cel mai bun scenariu al anului 1988 din partea New York Film Critics' Circle. Filmul a devenit un hit atunci când a fost lansat și este considerat acum unul dintre cele mai bune filme despre sport. În 2003, Sports Illustrated a clasat Bull Durham ca fiind cel mai mare film de sport ("Greatest Sports Movie"). În plus, filmul este clasat pe locul 55 în topul "100 Funniest Movies" al postului TV Bravo. El este, de asemenea, clasat pe locul 97 în topul "100 Years...100 Laughs" al American Film Institute și pe locul 1 în Rotten Tomatoes' Top Sports Movies , lista celor mai bune 53 de filme de sport din toate timpurile. Entertainment Weekly a clasificat Bull Durham ca al cincilea cel mai bine vândut DVD cu filme de sport. Revista a clasat, de asemenea, filmul ca al cincilea cel mai bun film de sport din anul 1983 în topul "Sports 25: The Best Thrill-of-Victory, Agony-of-Defeat Films Since 1983" și pe locul 5 în topul "50 Sexiest Movies Ever". În iunie 2008, AFI a publicat topurile 10 din cele zece genuri "clasice" de filme americane, după voturile a peste 1.500 de persoane din comunitatea creativă. Bull Durham a fost recunoscut ca al cincilea cel mai bun film la genul film de sport.
Actorul Trey Wilson, care l-a interpretat pe antrenorul lui Durham, Joe Riggins, a murit în urma unei hemoragii cerebrale la vârsta de 40 de ani, la șapte luni de la lansarea acestui film.

### Premii și onoruri
Listele American Film Institute
- 2000: AFI's 100 Years... 100 Laughs #97
- 2008: AFI's 10 Top 10 #5 Sports